# تیموتی دوپون
تیموتی دوپون (انگلیسی: Timothy Dupont؛ زادهٔ ۱ نوامبر ۱۹۸۷) دوچرخه‌سوار اهل بلژیک است.
از باشگاه‌هایی که در آن بازی کرده‌است می‌توان به ورانداس ویلمز–کرلان و وانتی–گروپ گوبر اشاره کرد.